# جام بوردولوی
جام بوردولوی که به عنوان جام بهارات نیز شناخته می شود ، یک تورنمنت فوتبال در هند است که در شهر گوآهاتی هند و توسط انجمن ورزشی گواهاتی (GSA) برگزار می شود. این مسابقات قدیمی ترین تورنمنت فوتبال در هند است و برای اولین بار در سال 1952 برگزار شد و به نام اولین وزیر ارشد ایالت آسام هند، گوپینات بوردولوئی نامگذاری شد.به غیر  از باشگاه های برتر فوتبال هند ، باشگاه هایی از نپال، بنگلادش و تایلند، و در گذشته باشگاه هایی از ایران و کره جنوبی نیز در این جام شرکت کرده اند.
موهان باگان با ۷ قهرمانی موفق ترین تیم این مسابقات است.
استقلال در سال ۱۹۸۹ قهرمان این جام شد.